# Lijst van parochies in het bisdom Funen

## A
- Ærøskøbing (parochie)
- Agedrup (parochie)
- Allerup (parochie)
- Allesø (parochie)
- Allested (parochie)
- Ansgars (parochie, Odense)
- Årslev (parochie, Faaborg-Midtfyn)
- Årup (parochie)
- Asperup (parochie)
- Assens (parochie)
- Åstrup (parochie, Faaborg-Midtfyn)
- Åsum (parochie)
- Aunslev (parochie)
- Avernakø (parochie)

## B
- Bagenkop Kirkedistrikt
- Bågø (parochie)
- Balslev (parochie)
- Barløse (parochie)
- Bederslev (parochie)
- Bellinge (parochie)
- Birkende (parochie)
- Bjerreby (parochie)
- Bogense (parochie)
- Bolbro (parochie)
- Bøstrup (parochie)
- Bovense (parochie)
- Brændekilde (parochie)
- Brahetrolleborg (parochie)
- Bregninge (parochie, Ærø)
- Bregninge (parochie, Svendborg)
- Brenderup (parochie)
- Broholm (parochie)
- Brudager (parochie)
- Brylle (parochie)

## D
- Dalby (parochie, Kerteminde)
- Dalum (parochie)
- Davinde (parochie)
- Diernæs (parochie)
- Drejø (parochie)
- Dreslette (parochie)
- Drigstrup (parochie)
- Dyrup (parochie)

## E
- Egense (parochie)
- Ejby (parochie, Middelfart)
- Ejlby (parochie)
- Ellested (parochie)
- Ellinge (parochie)
- Espe (parochie)

## F
- Faaborg (parochie, Faaborg-Midtfyn)
- Fangel (parochie)
- Fjelsted (parochie)
- Flemløse (parochie)
- Flødstrup (parochie)
- Fodslette (parochie)
- Føns (parochie)
- Fraugde (parochie)
- Fredens (parochie, Odense)
- Fredens (parochie, Svendborg)
- Frørup (parochie, Nyborg)
- Fuglsbølle (parochie)

## G
- Gamborg (parochie)
- Gamtofte (parochie)
- Gelsted (parochie)
- Gestelev (parochie)
- Gislev (parochie)
- Glamsbjerg Kirkedistrikt
- Grindløse (parochie)
- Gudbjerg (parochie)
- Gudme (parochie)
- Guldbjerg (parochie)

## H
- Hans Tausens (parochie)
- Hårby (parochie)
- Harndrup (parochie)
- Hårslev (parochie, Nordfyn)
- Håstrup (parochie)
- Heden (parochie)
- Hellerup (parochie, Faaborg-Midtfyn)
- Helnæs (parochie)
- Herrested (parochie)
- Herringe (parochie)
- Hesselager (parochie)
- Hillerslev (parochie, Faaborg-Midtfyn)
- Hjadstrup (parochie)
- Hjallese (parochie)
- Hjulby Kirkedistrikt
- Højby (parochie, Odense)
- Holevad (parochie)
- Horne (parochie, Faaborg-Midtfyn)
- Hou (parochie, Funen)
- Humble (parochie)
- Hundstrup (parochie)
- Husby (parochie, Middelfart)

## I
- Indslev (parochie)

## J
- Jordløse (parochie)

## K
- Kærum (parochie)
- Kauslunde (parochie)
- Kerte (parochie)
- Kerteminde (parochie)
- Kirkeby (parochie)
- Klinte (parochie)
- Kølstrup (parochie)
- Køng (parochie, Assens)
- Korsløkke (parochie)
- Korup (parochie)
- Krarup (parochie)
- Krogsbølle (parochie)
- Kullerup (parochie)
- Kværndrup (parochie)

## L
- Landet (parochie, Svendborg)
- Langå (parochie, Nyborg)
- Lindelse (parochie)
- Longelse (parochie)
- Lumby (parochie)
- Lunde (parochie, Nordfyn)
- Lunde (parochie, Svendborg)
- Lundeborg Kirkedistrikt
- Lyø (parochie)

## M
- Magleby (parochie, Langeland)
- Marslev (parochie)
- Marstal (parochie)
- Melby (parochie, Nordfyn)
- Mesinge (parochie)
- Middelfart (parochie)
- Munkebjerg (parochie)
- Munkebo (parochie)

## N
- Næsby (parochie, Odense)
- Næsbyhoved-Broby (parochie)
- Nørre Aaby (parochie)
- Nørre Broby (parochie)
- Nørre Højrup (parochie)
- Nørre Lyndelse (parochie)
- Nørre Næraa (parochie)
- Nørre Sandager (parochie)
- Nørre Søby (parochie)
- Norup (parochie)
- Nyborg (parochie)

## O
- Øksendrup (parochie)
- Ollerup (parochie)
- Ørbæk (parochie)
- Ore (parochie)
- Ørslev (parochie, Middelfart)
- Ørsted (parochie, Assens)
- Orte (parochie)
- Øster Hæsinge (parochie)
- Øster Skerninge (parochie)
- Østrup (parochie)
- Otterup (parochie)
- Oure (parochie)

## P
- Paarup (parochie)
- Padesø Kirkedistrikt

## R
- Ravnebjerg Kirkedistrikt
- Refsvindinge (parochie)
- Revninge (parochie)
- Ringe (parochie)
- Rise (parochie, Ærø)
- Roerslev (parochie)
- Røjleskov Kirkedistrikt
- Rolfsted (parochie)
- Rønninge (parochie)
- Rørup (parochie)
- Rudkøbing (parochie)
- Rynkeby (parochie)
- Ryslinge (parochie)

## S
- Særslev (parochie, Nordfyn)
- Sandager (parochie)
- Sanderum (parochie)
- Sandholts Lyndelse (parochie)
- Sankt Hans (parochie, Odense)
- Sankt Jørgens (parochie, Svendborg)
- Sankt Knuds (parochie)
- Sankt Nikolaj (parochie, Svendborg)
- Seden (parochie)
- Simmerbølle (parochie)
- Skamby (parochie)
- Skårup (parochie)
- Skeby (parochie)
- Skellerup (parochie)
- Skovby (parochie, Nordfyn)
- Skrøbelev (parochie)
- Skydebjerg (parochie)
- Snøde (parochie)
- Søby (parochie, Ærø)
- Søby (parochie, Assens)
- Søllested (parochie, Assens)
- Søllinge (parochie)
- Sønder Broby (parochie)
- Sønder Højrup (parochie)
- Sønder Nærå (parochie)
- Sønderby (parochie)
- Søndersø (parochie)
- Sørup (parochie)
- Stenløse (parochie, Odense)
- Stenstrup (parochie)
- Stige Kirkedistrikt
- Stoense (parochie)
- Strib-Røjleskov (parochie)
- Strynø (parochie)
- Stubberup (parochie)
- Svanninge (parochie)
- Svindinge (parochie)

## T
- Taarup Kirkedistrikt
- Tanderup (parochie)
- Thomas Kingos (parochie)
- Thurø (parochie)
- Tommerup (parochie)
- Tornbjerg (parochie)
- Tranderup (parochie)
- Tranekær (parochie)
- Tryggelev (parochie)
- Tullebølle (parochie)
- Turup (parochie)
- Tved (parochie, Svendborg)

## U
- Ubberud (parochie)
- Udby (parochie, Middelfart)
- Uggerslev (parochie)
- Ulbølle (parochie)
- Ullerslev (parochie)

## V
- Vantinge (parochie)
- Vedtofte (parochie)
- Veflinge (parochie)
- Vejlby (parochie, Middelfart)
- Vejle (parochie)
- Vejstrup (parochie, Svendborg)
- Verninge (parochie)
- Vester Åby (parochie)
- Vester Hæsinge (parochie)
- Vester Skerninge (parochie)
- Viby (parochie, Kerteminde)
- Vigerslev (parochie, Nordfyn)
- Vindinge (parochie, Nyborg)
- Vissenbjerg (parochie)
- Vollsmose (parochie)
- Vor Frue (parochie, Odense)
- Vor Frue (parochie, Svendborg)